# Jax Dane
Jeremy Dane Laymon, né le 10 mars 1976 à Bakewell (Tennessee) et mort le 25 décembre 2024, est un catcheur (lutteur professionnel) américain connu sous le nom de ring de Jax Dane. Il est principalement connu pour son travail à la National Wrestling Alliance (NWA) où il est champion du monde poids-lourds de la NWA en plus d'avoir été champion du monde par équipe avec Rob Conway.

## Biographie

### Jeunesse
Jax Dane grandit à Bakewell et fait partie de l'équipe de basketball de son lycée. Il intègre une université où il continue à être dans l'équipe de basket et obtient un diplôme en management et administration. 

### Carrière

#### Débuts (2000-2010)
Alors qu'il travaille comme responsable comptable, Jax Dane entre en contact avec Tom Prichard qui travaille comme road agent pour l'Ohio Valley Wrestling (OVW), qui est alors le club-école de la World Wrestling Federation (WWF). Prichard décide de l'entraîner avec l'aide de Rip Rogers et Nick Dinsmore. Il y rencontre Rob Conway qui lui donne ses premières bottes et fait son premier match face à Von Lilas après quelques mois d'entraînement. À l'époque Prichard voit qu'il a du talent mais Dane ne signe pas de contrat que ce soit avec l'OVW ou la WWF car les médecins diagnostiquent à sa mère un cancer. Il met alors sa carrière entre parenthèses de catcheur et retourne dans le Tennessee. 
Alors qu'il travaille au Texas, Dane décide de faire à nouveau du catch. Le 5 juin 2010, il remporte son premier titre avec Ryan Sorenson en devenant champion par équipe de la River City Wrestling, une fédération installée au Texas. En août, la fédération déclare leur titre vacant à cause de la blessure à la jambe de Sorenson et de l'absence de Dane à un spectacle. Peu de temps après, il se rompt un tendon au pied en effectuant une prise aérienne au cours d'un match. Il passe alors plus d'un an sans lutter.
Il reprend le catch et travaille essentiellement dans des fédérations du Texas.

#### New Japan Pro Wrestling et champion du monde par équipe de la NWA (2013-2014)
Le 30 octobre 2013, la New Japan Pro Wrestling, qui a alors un partenariat avec la National Wrestling Alliance (NWA), annonce que Jax Dane et Rob Conway vont affronter le 9 novembre au cours de Power Struggle TenKoji (Hiroyoshi Tenzan et Satoshi Kojima) qui sont champions par équipe International Wrestling Grand Prix et Killer Elite Squad (Davey Boy Smith, Jr. et Lance Archer) alors champion du monde par équipe de la NWA dans un match à deux tombés où les deux ceintures sont en jeu,. Au cours de Power Struggle, Dane et Conway obtiennent le championnat du monde par équipe de la NWA mais pas le ceinture par équipe IWGP qui est pour la Killer Elite Squad. Ils participent au tournoi World Tag League où ils perdent leur premier match de la phase de groupe face à TenKoji le 23 novembre. Ils terminent la phase de groupe avec trois victoires après leur défaite face au Bullet Club le 7 décembre permettant à leur adversaires d'aller en demi-finale.
Le 5 janvier au cours de New Year Dash, ils défendent avec succès leur titre face à TenKoji. Dane et Conway retournent ensuite aux États-Unis et plus précisément au Tennessee où ils défendent à deux reprises leur titre. Le premier match de championnat a lieu le 14 février à la NWA Southern All-Star Wrestling face à Damien Wayne et Lance Erikson. La deuxième défense a elle lieu à la NWA Smoky Mountain Wrestling le face à Wayne et Erikson ainsi que Chris Richards et Chase Owens. Leur règne prend fin à leur retour au Japon le 6 avril où TenKoji deviennent les nouveaux champions. Ils ont le droit à un match revanche la semaine suivante qui se conclut de la même manière. Le 10 novembre, la NJPW annonce que Conway et Dane participent au tournoi World Tag League dans le groupe A de la phase de poule.

#### Champion du monde poids lourd de la NWA (2015-2016)
Jax Dane réapparaît fréquemment dans les fédérations membres de la National Wrestling Alliance (NWA) en 2015. Il commence l'année en devenant le 6 février champion national poids lourd de la NWA après sa victoire face à Lou Marconi. Le 12 avril, il unifie ce titre avec le championnat d'Amérique du Nord poids lourd de la NWA en battant Tim Storm. Le 29 août, il bat Hiroyoshi Tenzan et remporte le championnat du monde poids lourd de la NWA.

#### Ring of Honor (2016-2017)
Jax Dane apparait pour la première fois à la Ring of Honor le 3 novembre 2016 où il élimine Donovan Dijack au premier tour du tournoi Survival of the Fittest. Le lendemain, il participe à la finale de ce tournoi qui est un match à six à élimination remporté par Bobby Fish.

#### Impact Wrestling (2017)
Le 27 avril, Jax Dane fait ses débuts à Impact Wrestling sous le nom de Wilcox, et fait équipe avec Mayweather sous le nom de « Veterans of War » et pour leurs débuts, ils battent Mario Bokara et Fallah Bahh. Lors de l'Impact Wrestling du 25 mai, ils battent Fallah Bahh et Mario Bokara lors du premier tour du tournoi pour couronner de nouveaux GFW Tag Team Champions. Lors de l'Impact Wrestling du 1er juin, ils perdent en finale du tournoi contre The Latin American Xchange (Ortiz et Santana) dans un No Disqualification Match et ne remportent pas les GFW Tag Team Championship.
Lors de l'Impact Wrestling du 10 août, ils perdent contre The Latin American Xchange dans un Street Fight Match et ne remportent pas les Unified Tag Team Championship.

#### Ohio Valley Wrestling (2018–2019)
Lors du OVW Saturday Night Spécial du 4 août, ils battent The Bro Godz et remportent les OVW Southern Tag Team Championship.

## Palmarès
- National Wrestling Alliance (NWA)
  - 1 fois Champion du monde poids lourds de la NWA[24]
  - 1 fois champion poids lourds d'Amérique du Nord de la NWA[25]
  - 1 fois champion poids lourds National de la NWA[26]
  - 1 fois champion du monde par équipes de la NWA avec Rob Conway[27]

- NWA Branded Outlaw Wrestling (NWA BOW)
  - 1 fois champion poids-lourds de la NWA BOW[28]

- NWA Houston / Lone Star Championship Wrestling
  - 1 fois champion poids-lourds du Texas de la NWA (dernier champion)[29]
  - 1 fois champion poids-lourds de la NWA Lone Star[30]
  - 1 fois champion par équipe de la NWA Lone Star avec Raymond Rowe[31]

- Ohio Valley Wrestling
  - 2 fois OVW Southern Tag Team Champion avec Crimson (actuel)

- NWA Smoky Mountain Wrestling
  - Smoky Mountain Cup (2015)

- River City Wrestling (RCW)
  - 1 fois champion par équipe de la RCW avec Ryan Sorenson[4]

## Récompenses des magazines
- Pro Wrestling Illustrated

| Année | 2014 | 2015 | 2016 | 2017 | 2018 | 2019 | 2020 à 2021 | 2022 |
| ----- | ---- | ---- | ---- | ---- | ---- | ---- | ----------- | ---- |
| Rang  | 176  | 140  | 78   | 129  | 267  | 212  | Non classé  | 487  |